# Psychoda adyscheres
Psychoda adyscheres är en tvåvingeart som beskrevs av Quate 1959. Psychoda adyscheres ingår i släktet Psychoda och familjen fjärilsmyggor. Inga underarter finns listade i Catalogue of Life.